# فارمینگدیل، نیوجرسی
فارمینگدیل (به انگلیسی: Farmingdale) شهری در ایالت نیوجرسی کشور ایالات متحده آمریکا است که جمعیت آن در سرشماری سال ۲۰۱۰ میلادی، ۱٬۳۲۹ نفر بوده‌است.